# Schistomeringos caeca
Schistomeringos caeca är en ringmaskart som först beskrevs av Webster och Benedict 1887.  Schistomeringos caeca ingår i släktet Schistomeringos och familjen Dorvilleidae. Inga underarter finns listade i Catalogue of Life.